# Catottromanzia

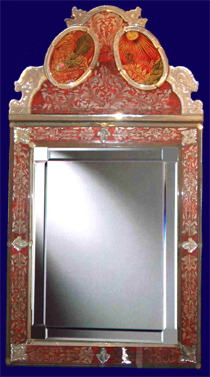
Lo "Specchio parlante" al Museo Spessart di Lohr am Main.

Con catottromanzia o catoptromanzia o enottromanzia o enoptromanzia si intende la divinazione delle visioni percepite per mezzo di uno specchio ritenuto magico.
Le parole derivano dai termini greci kátoptron (κάτοπτρον) ed énoptron (ἔνοπτρον) che significano "specchio".
Chi praticava l'enottromanzia era chiamato enottromo o enottromante.

## Storia

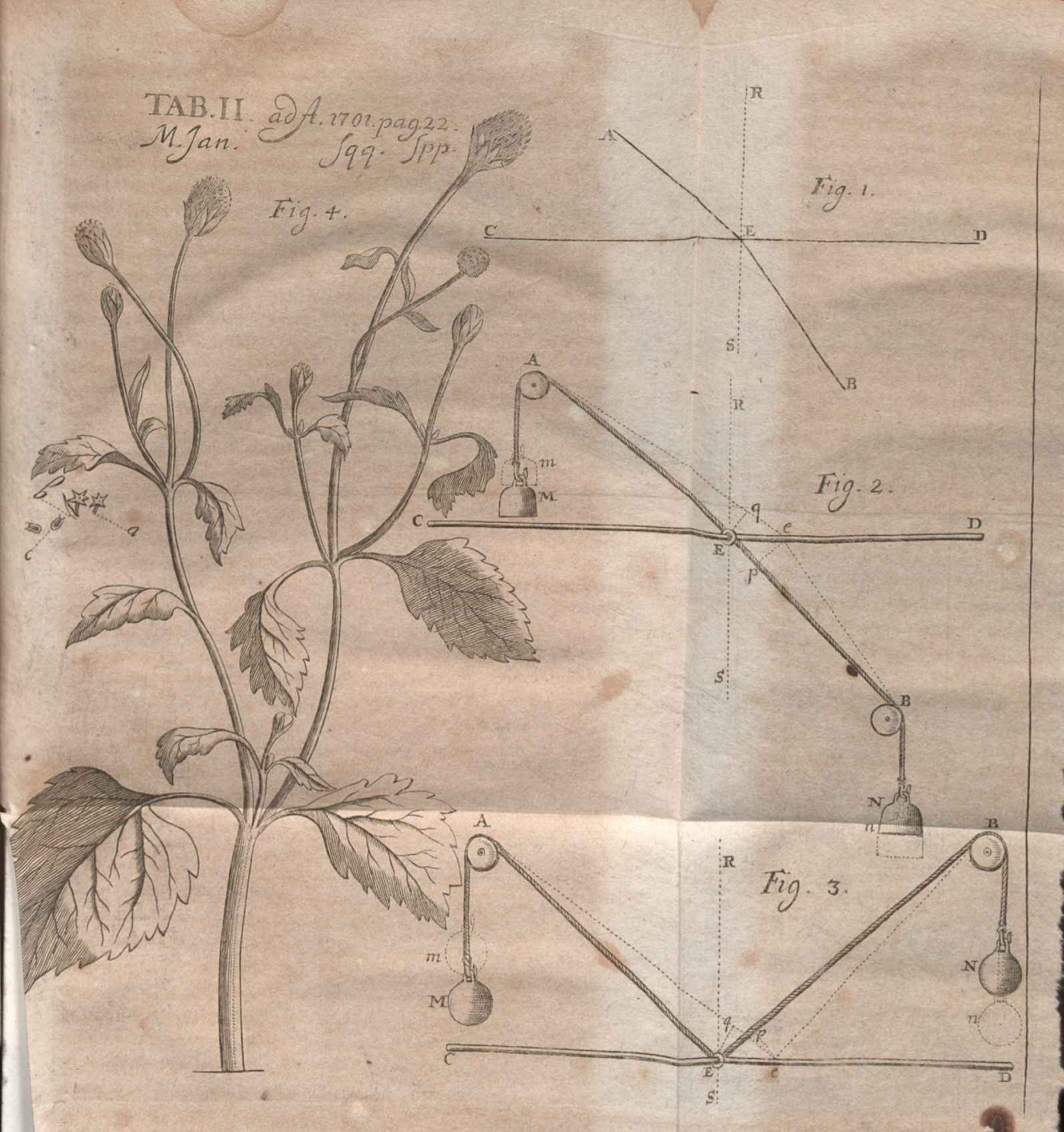
Fig. 1-3: Illustrazioni all'articolo intitolato Disquisitio Catoptrico-Dioptrica... pubblicato sugli Acta Eruditorum del 1701.

Secondo coloro che praticavano questa divinazione, lo specchio magico faceva conoscere gli eventi passati e futuri anche a chi lo guardasse con gli occhi bendati; generalmente, l'indovino era un giovane uomo o una giovane donna.
Le maghe della Tessaglia si vantavano di far discendere con questo specchio la Luna dal cielo e ricevere da essa le risposte, o più probabilmente facevano credere ai superstiziosi che l'immagine riflessa fosse la Luna; per dar maggior credito ai loro oracoli, scrivevano i responsi col loro sangue.
Un altro metodo consisteva nel porre lo specchio non già davanti ma di dietro alla testa di un fanciullo a cui si bendavano preventivamente gli occhi. Si dice che un fanciullo con questo metodo avesse indovinato la venuta di Severo e la partenza di Giuliano.
Pausania racconta che vi era a Patrasso, davanti al tempio di Cerere, una fontana separata dal tempio medesimo per mezzo di una muraglia; qui veniva consultato un oracolo considerato veritiero per le malattie. Il consultante malato faceva discendere nella fontana uno specchio sospeso ad un filo in modo che toccasse la superficie dell'acqua solamente con la sua base; dopo avere pregato la dea ed arso dei profumi il consultante si guardava nello specchio e, secondo che si trovasse il viso pallido e sfigurato o fresco e rubicondo, ne concludeva che la malattia sarebbe stata mortale o guaribile.
Certi indovini praticavano questa divinazione introducendo il consultante in una camera rischiarata per metà, nella quale si poteva entrare solamente con una benda davanti agli occhi; ci si rivolgeva a questi indovini se si fosse subita una perdita o un furto o si fossero ricevute alcune ferite da mano ignota. L'indovino faceva le evocazioni d'uso e sostenevano che il diavolo facesse vedere in uno specchio il presente, il passato e il futuro. Nonostante la benda, i consultanti più suggestionabili avevano la fantasia così esaltata che s'immaginavano pure di vedere qualche cosa.